# Pintura de Japón

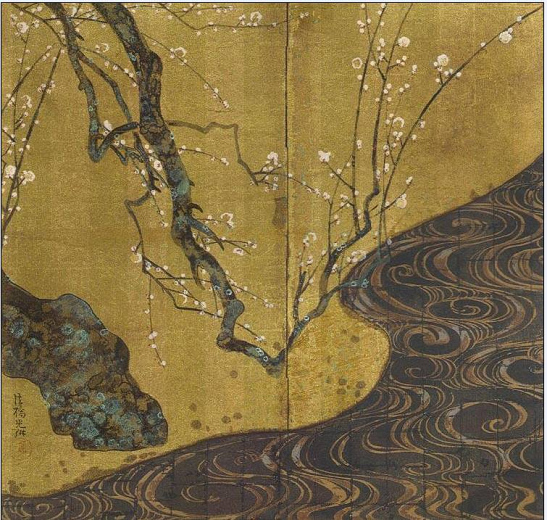
"Ciruelos blancos en primavera" (c.1705-10), por Ogata Kōrin. La pintura está realizada bajo el estilo Yamato-e, utilizando una técnica de témpera seca que exalta la sinuosidad de las líneas logrando un efecto de expansión del espacio que propasa los límites propios de la obra, y que es típicamente japonés. Los patrones y movimientos de las líneas influyeron en gran medida en la corriente artística del Modernismo.

La pintura de Japón (絵画 Kaiga?)ella que se ha producido en el territorio de dicho país, o por artistas nacidos en el mismo. Es una de las más antiguas y refinadas artes niponas, abarcando una amplia variedad de géneros y estilos. La historia en general del arte japonés, al igual que la historia de la pintura de Japón es una síntesis extensa y una competición constante entre la estética japonesa y la adaptación de ideas importadas del extranjero. Las primeras referencias pictóricas de Japón pueden vislumbrarse en las cerámicas y murales pintados con diseños geométricos simples del período prehistórico Jōmon. En el período Nara, la dinastía china Tang influiría en el estilo de la pintura japonesa religiosa y de la corte.
Sin embargo, el verdadero desarrollo de la pintura japonesa ocurriría en el período Heian, con el surgimiento del estilo tradicionalista nipón denominado Yamato-e, en el cual destaca la pintura sobre rollos de pergamino conocida como emaki, y entre las obras más importantes consta la leyenda de Genji Monogatari. En la época Kamakura se  prolongaría la elaboración de los emakis, pero con un enfoque hacia la pintura religiosa, en especial las representaciones de Buda Amitābha ejecutadas por la secta Shingon. Posteriormente, en la era Muromachi se enfatizaría la pintura monocromática en tinta, la cual poseía una profunda influencia de la cultura china y que fue promovida principalmente por los monjes zen a través del estilo Sumi-e. En el período Azuchi-Momoyama la pintura decorativa de palacios adquiriría una gran jerarquía, exaltando el uso de láminas de oro sobre superficies a gran escala. Esta tendencia pictórica fue patrocinada por los shōgunes y fue categorizada como el arte oficial por excelencia de esta clase social. En la era Edo floreció la escuela de pintura decorativa Rinpa que se centraba en temas tradicionales e impulsó el renacimiento del estilo Yamato-e. Sus principales exponentes fueron Ogata Kōrin, Tawaraya Sōtatsu y Honami Kōetsu.
A inicios del período Meiji la pintura japonesa sufrió un cambio profundo debido a que el gobierno japonés promulgó una campaña de occidentalización fomentando la pintura Yōga en la que se promovía un enfoque en la cultura europea. Esta tendencia perdió fuerza a medida que surgió un género artístico opuesto que buscaba recuperar las raíces culturales japonesas que se habían debilitado y que se lo denominó Nihonga. A pesar de las diferencias estilísticas de ambos movimientos pictóricos, a finales de la era Meiji los dos géneros iniciaron un proceso de síntesis.   

## Cronología

### Antiguo Japón
La pintura en Japón tiene su inicio posiblemente durante el período prehistórico japonés. Algunos diseños geométricos y figuras simples se pueden encontrar trazadas sobre la cerámica neolítica del período Jōmon y en las campanas de bronce o dōtaku del período Yayoi (300 a. C. – 300 d. C.). También se han descubierto pinturas murales con diseños geométricos y figurativos en numerosos túmulos pertenecientes al período Kofun (300 d. C.-700 d. C.).
Con la influencia de la cultura China en Japón durante el período Asuka, especialmente la introducción del sistema de escritura kanji, el sistema de administración gubernamental, y el budismo, muchas de las obras de arte eran importadas al Japón desde China y Corea, motivando la producción de copias locales muy similares al estilo pictórico del Este de Asia.

### Período Nara

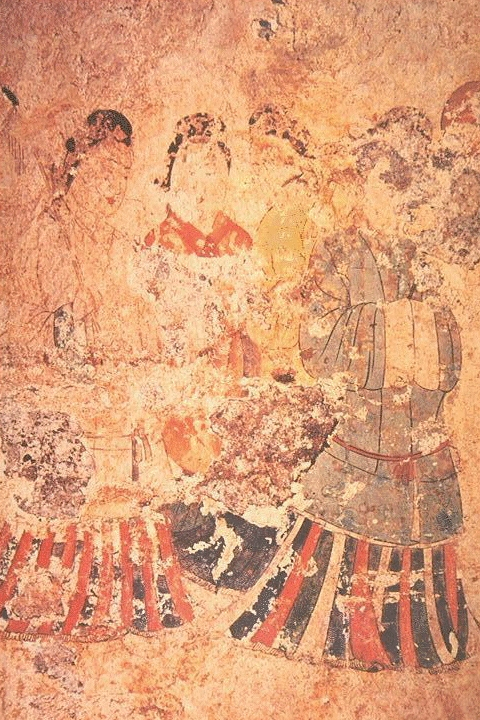
Pintura mural de la tumba Takamatsuzuka.

Con la propagación del budismo en Japón durante los siglos VI y VII, floreció la pintura con motivos religiosos con el objetivo de decorar los múltiples templos construidos por las clases gobernantes. Sin embargo, el período Nara se caracterizó más por el arte de la escultura, que por la pintura.
Las pinturas más antiguas que aún sobreviven de este período incluyen los murales sobre las paredes del templo de Hōryū-ji en Ikaruga, prefectura de Nara; en las cuales se ilustran episodios de la vida de Buda, de los bodhisattva, y de otras deidades menores. El estilo guarda semejanza con la pintura china de la dinastía Sui correspondiente a la época de los Dieciséis Reinos. Sin embargo, a mediados del período Nara, se volvieron populares pinturas bajo el estilo de la Dinastía Tang. Entre estas también se incluyen los murales de la tumba Takamatsuzuka, que fueron realizados alrededor del año 700 d. C., y en los cuales están representados cortesanos con togas y símbolos de la astrología china como el dragón (Seiryū), la serpiente o tortuga (Genbu), el tigre (Byakko) y el fénix bermellón (Suzaku). Este estilo en particular evolucionó en el género (Kara-e) el cual permaneció en auge durante el inicio del período Heian.
La mayoría de pinturas del período Nara son de naturaleza religiosa, y están ejecutadas en gran parte por artistas anónimos. Una amplia colección de arte del período Nara se conserva en la casa del tesoro Shōsōin, antiguamente propiedad perteneciente a Tōdai-ji, y ahora bajo el control de la Agencia Imperial.

### PeríodosHeianyKamakura
Con el desarrollo de la sectas budistas esotéricas de Shingon y Tendaishū en los siglos VIII y IX en Japón, la imaginería religiosa, especialmente las pinturas o representaciones de Mándala se volvieron predominantes. Numerosas versiones de Mándala, en particular el mándala del Mundo del Diamante y el Mándala del Útero fueron creados como pergaminos colgantes, y también como murales para las paredes de los templos. Un célebre ejemplo antiguo conocido como el Mándala de los dos Mundos se encuentra en la pagoda Daigo-ji, que es un edificio religioso que posee cinco niveles de altura y está ubicado al sur de Kioto. En particular, el Mándala de los dos Mundos está compuesto por dos pergaminos decorados con pinturas del período Heian; sin embargo, hoy en día algunos de los detalles pictóricos pueden visualizarse parcialmente, ya que se han desgastado por la abrasión y el paso del tiempo.

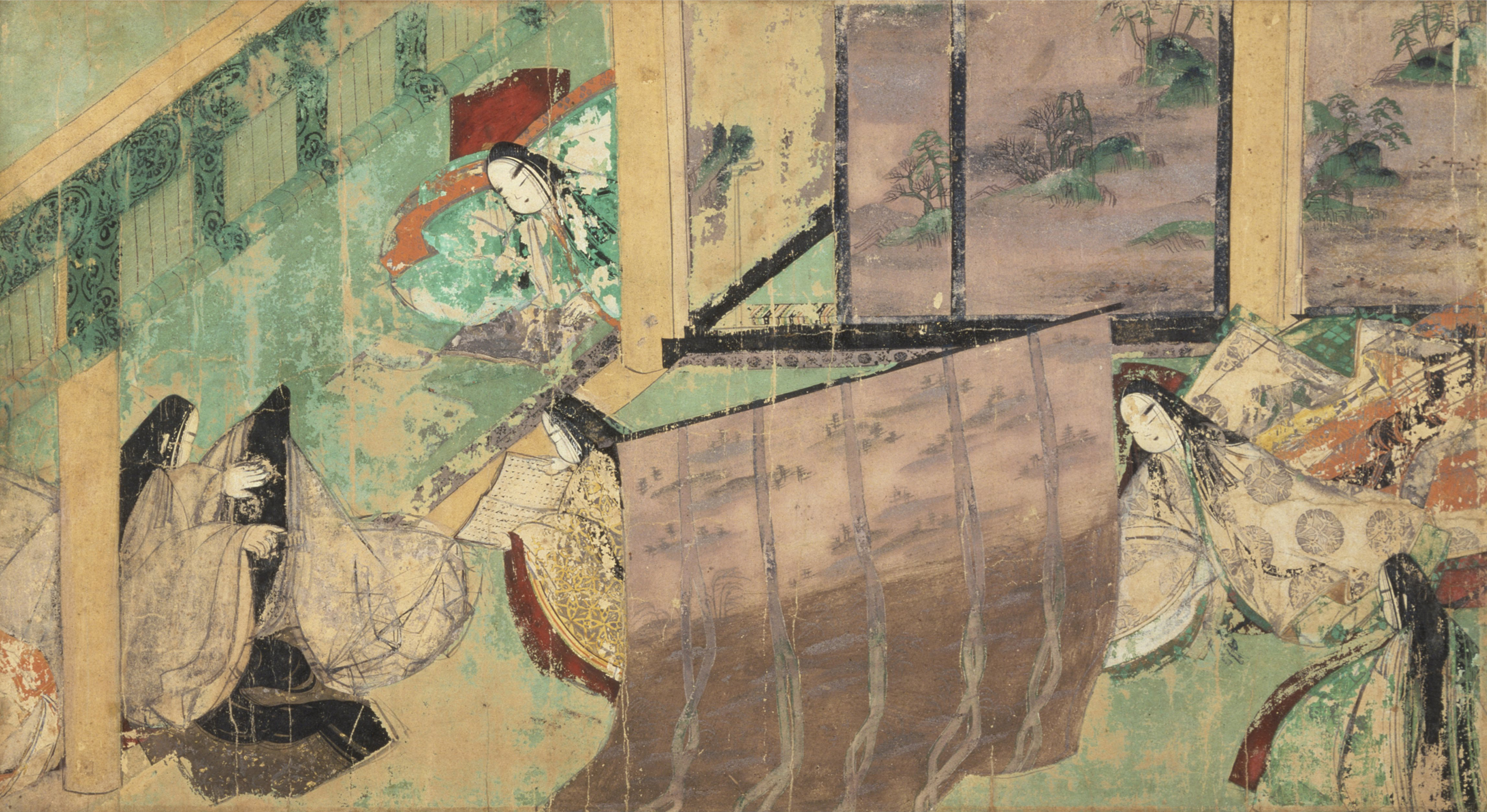
Escena del capítulo Azuma-ya del Genji Monogatari, de estilo Onna-e.

Con la continua evolución del budismo japonés hacia el budismo de Tierra Pura de la secta Jōdō durante el siglo X, un importante nuevo género fue añadido, denominado raigozu, en el cual se representaba a Buda Amitābha dando la bienvenida a las almas de los fieles a su paraíso occidental. Un popular ejemplo que data del año 1053 yace en el templo de Byōdō-in, en la ciudad de Uji, en la prefectura de Kioto, al que también se le considera una muestra temprana del estilo de pintura japonés Yamato-e. Mientras que las pinturas Kara-e se basaban en escenas de la vida cotidiana y leyendas chinas, el estilo Yamato-e se caracterizaba por las representaciones de los paisajes de los alrededores de la antigua capital de Japón (Kioto) y la ilustración de la literatura histórica japonesa.
A mediados del período Heian, el estilo de pintura Kara-e había perdido terreno siendo reemplazado por el estilo Yamato-e, el cual fue usado inicialmente en la decoración de mamparas y biombos. Sin embargo, el estilo Yamato-e desarrolló nuevos formatos (especialmente hacia finales del período Heian), incluyendo el pergamino emaki. El emaki abarcaba novelas ilustradas como la de Genji Monogatari, obras históricas como Ban Dainagon Ekotoba y trabajos religiosos. Los artistas e-maki inventaron sistemas de convención pictórica con el objetivo de que las pinturas transmitiesen el contenido emocional de cada escena. El Genji Monogatari está organizado en discretos episodios, mientras que el más vivaz Ban Dainago Ekotoba emplea una ilustración narrativa continua, enfatizando el movimiento activo de figuras mediante el uso de pinceladas rápidas y ligeras, en colores vibrantes. Otro ejemplo famoso que mantiene este estilo pictórico es la pintura del pergamino del Asedio del Palacio Sanjō.

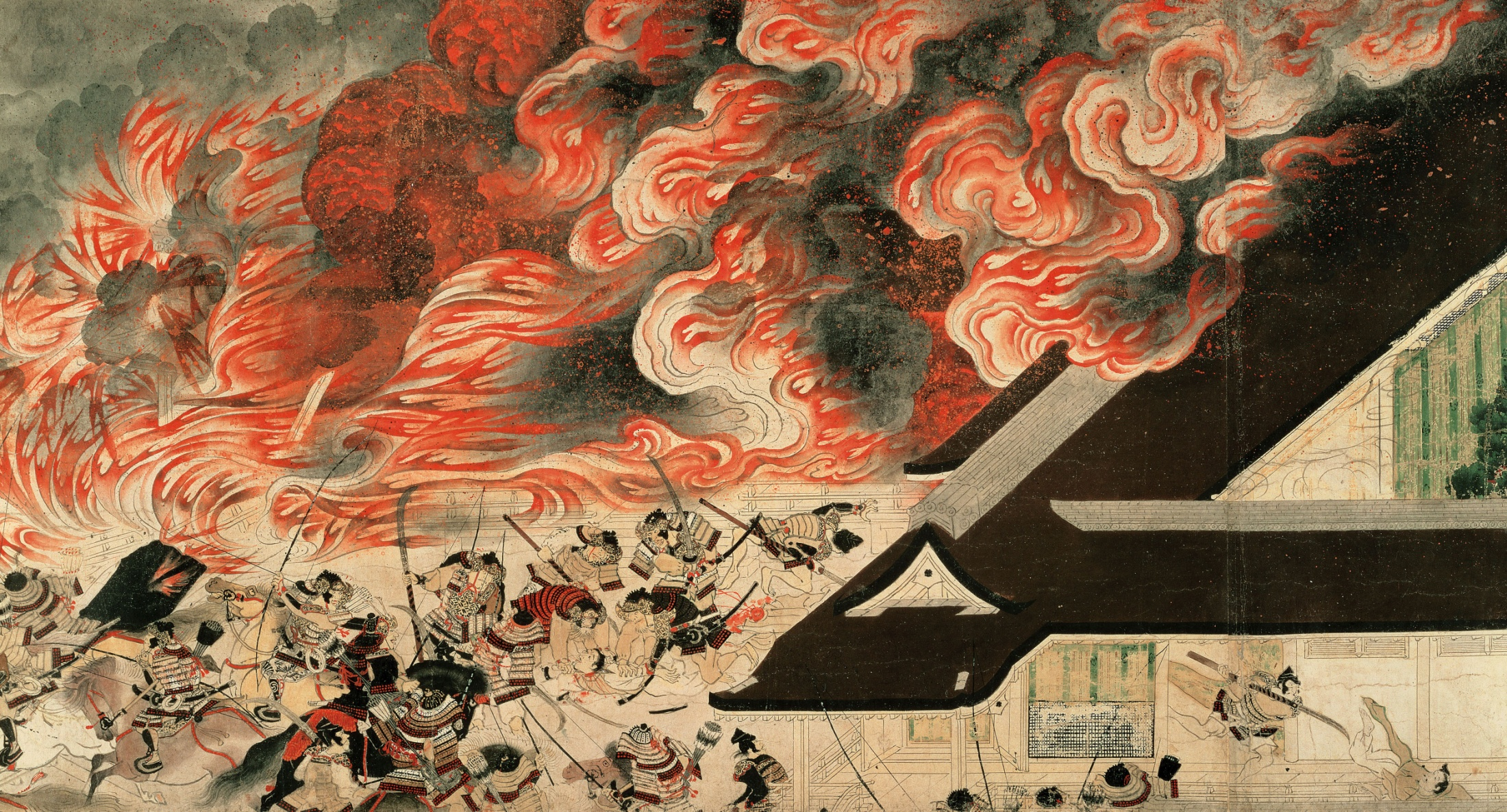
Un ejemplo de la pintura Otoko-e, en el cual está representado un asedio nocturno al palacio Sanjō.

Los emaki también sirvieron como unos de los primeros y grandes ejemplos de los estilos pictóricos Otoko-e (pinturas de hombres) y Onna-e (pinturas de mujeres). Hay muchas diferencias sutiles entre los dos estilos que tienen el objetivo de cautivar las preferencias estéticas de los géneros. Sin embargo, son más notorias las diferencias temáticas. En el estilo Otoko-e generalmente se representa eventos históricos, particularmente batallas. No obstante, el Onna-e se fundamenta en el pergamino de la Leyenda de Genji, enfatizando tópicos sobre la vida en la corte, especialmente las damas de la corte, y temas románticos.
Estos géneros artísticos continuaron en vigencia en Japón a través del período Kamakura, durante los años 1180 a 1333. Asimismo, se continuaron produciendo emakis de varios tipos; sin embargo, el período Kamakura se caracterizó primordialmente por el arte escultórico, en vez de la pintura. La mayoría de pinturas en los períodos Heian y Kamakura eran de naturaleza religiosa, y fueron ejecutadas por un vasto número de artistas anónimos. No obstante, en la época Kamakura sobresalieron las pinturas realizadas por la secta Shingon de las diversas manifestaciones de "Buda Amitābha" ( que significa, Luz infinita completamente consciente), y las cuales generalmente han sido propiedad de los templos budistas o pagodas. Estas obras pictóricas eran ejecutadas en fondos oscuros, y las figuras religiosas eran realzadas con pan de oro, utilizando una técnica muy popular en ese tiempo denominada Kirikane. De esta manera, con el propósito de promover las artes plásticas, la secta Shingon estableció que, «el culto de la divinidad no debe y no puede estar desasociado del culto de la belleza, y del arte; por lo tanto, debe ser una parte integral de la religión».

### Período Muromachi

Biombo de árboles de pino (松林図 屏風, Shōrin-zu byōbu) realizado por Hasegawa Tōhaku.

Durante el siglo XIV el desarrollo de los monasterios zen en las ciudades de Kamakura y Kioto tuvo un gran impacto sobre las artes visuales. Un austero y monocromático estilo de pintura en tinta llamado Sumi-e fue introducido en Japón a través de la influencia de las dinastías chinas Song y Yuan, reemplazando los pergaminos polícromos del período anterior. A pesar de la introducción de este nuevo movimiento pictórico, en esta época se continuaron realizando los retratos religiosos denominados Chinsō, los cuales estaban pintados con una amplia paleta cromática y fueron plasmados principalmente por los monjes zen. Un típico ejemplo es el retrato realizado por el pintor y sacerdote Tsung-kao (1089-1163), en el cual se representa al monje legendario Kensu (En idioma chino, Hsien-tzu) en el momento que adquirió la iluminación divina. Este tipo de pintura era ejecutado mediante pinceladas rápidas y con mínimo detalle, para lograr un efecto de profundidad, distancia y grandeza.
La pintura titulada Atrapando un siluro con una calabaza (localizada en el templo zen de Taizo-in, en el complejo religioso Myōshin-ji, en Kioto), fue pintada por el sacerdote y artista Josetsu, y marcó un punto decisivo en la pintura Muromachi. En el primer plano está pintado un hombre en la orilla de un riachuelo sosteniendo una pequeña calabaza y echando un vistazo a un gran resbaladizo siluro o pez gato. El plano intermedio aparece lleno de neblina, y en el fondo surgen sutilmente unas montañas en la lejanía. Generalmente se asume que esta obra pictórica, ejecutada alrededor de 1413, encaja en un "nuevo estilo" de pintura concorde con la percepción china de profundidad del espacio en el plano del cuadro.
Al final del siglo XIV, el arte de paisajes monocromático fue patrocinado por el Clan Ashikaga, siendo también el género predilecto entre los artistas zen, y que gradualmente evolucionó de sus raíces chinas a un estilo japonés.

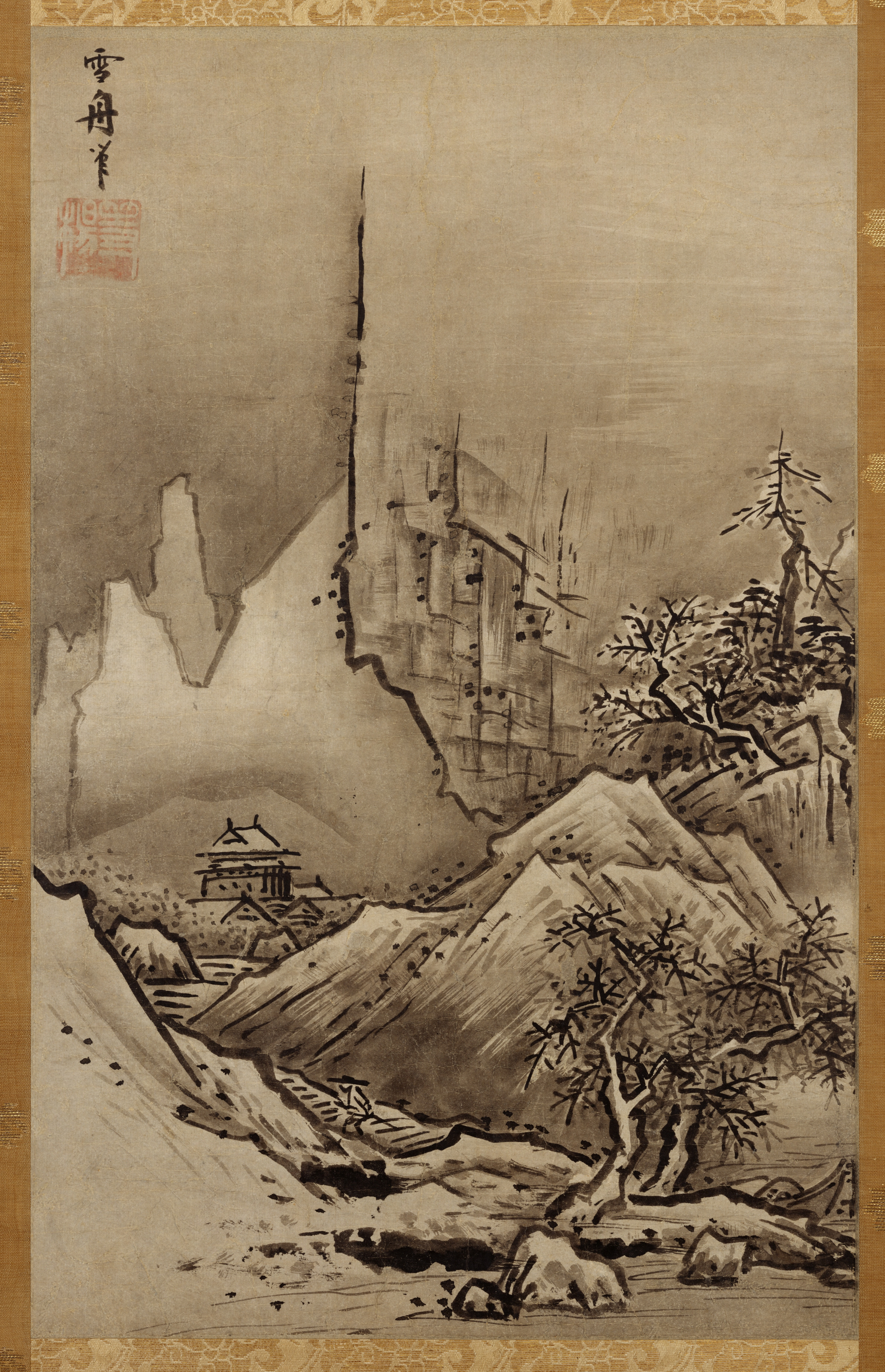
Paisaje por Sesshū Tōyō.

Los artistas más destacados del período Muromachi fueron los pintores-sacerdotes Shubun y Sesshu. Shubun fue un monje del templo Shōkoku-ji en Kioto, y el pintor del paisaje realista titulado Leyendo en un bosque de bambú, en el cual se vislumbra un profundo retroceso de la perspectiva espacial. Sesshu, al contrario del resto de artistas del mismo período, tuvo la oportunidad de viajar a China y estudiar las técnicas y conceptos de la pintura directamente desde su fuente de origen. Una de las obras más importantes de Sesshu es el Rollo del extenso paisaje, en el cual se representa un paisaje continuo de las cuatro estaciones.
A finales del período Muromachi, la pintura en tinta migró fuera de los monasterios Zen al mundo del arte en general, a medida que los artistas de la escuela Kanō y la escuela Ami adoptaron el estilo y su temática. Sin embargo, la pintura en tinta tuvo una ligera modificación con la introducción de un efecto más plástico y decorativo que continuaría hasta los tiempos modernos. 
Algunos de los artistas importantes del período Muromachi de Japón son los siguientes:  
- Mugi Fuchang (c.1250)
- Mokuan Reien (m.1345)
- Kao Ninga (c. siglo XIV)
- Mincho (1352-1431)
- Josetsu (1405-1423)
- Sesshū Tōyō (1420-1506)
- Kanō Masanobu (1434-1530)
- Tensho Shubun (m.1460)
- Kanō Motonobu (1476-1559)

### Período Azuchi-Momoyama

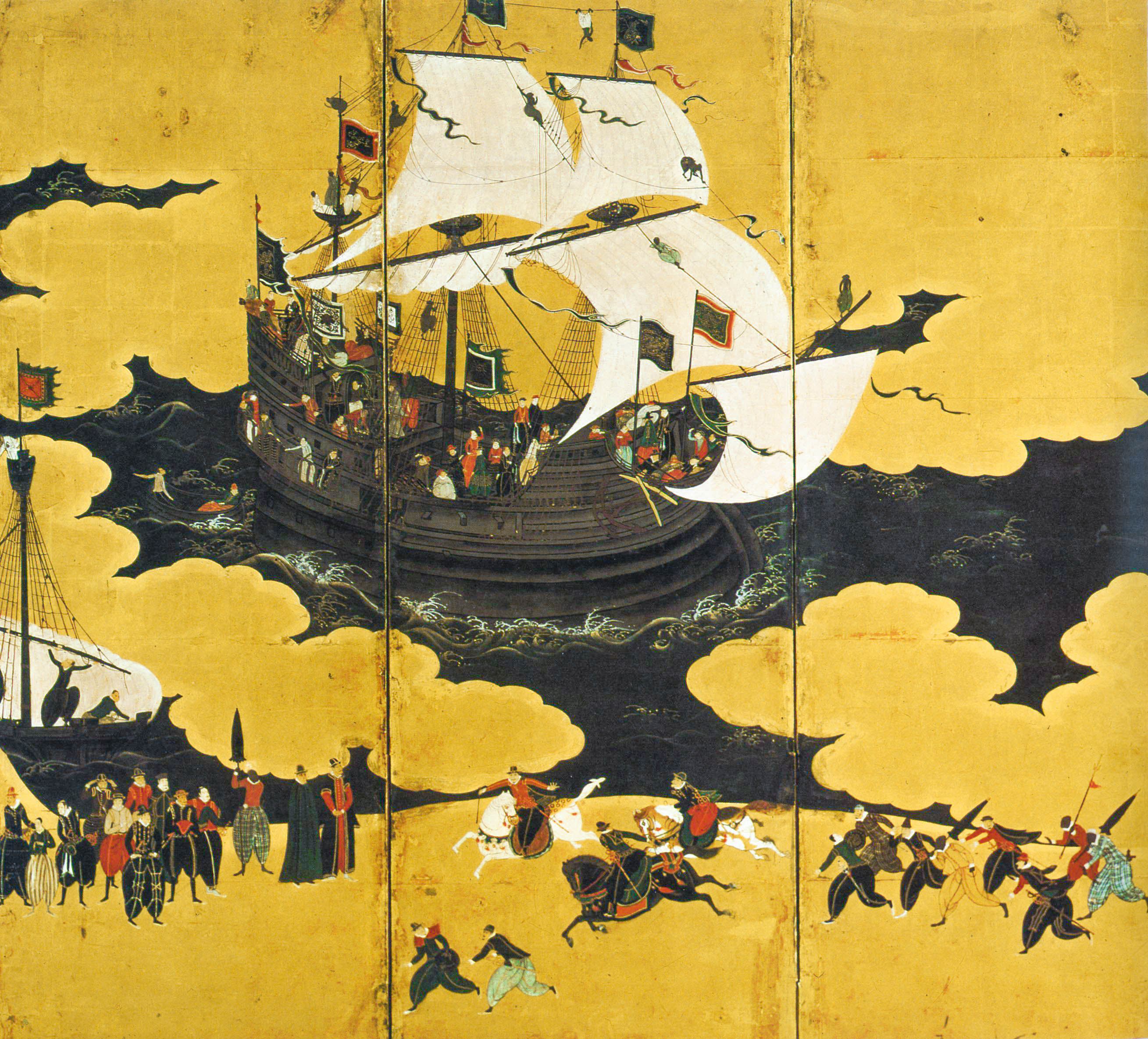
Detalle de un biombo en el que se representa la llegada de un barco occidental, y que se atribuye a Kanō Naizen (1570-1616).

En contraste con el período Muromachi, el período Azuchi-Momoyama estuvo caracterizado por el empleo de un estilo policromo, también por un considerable uso de láminas de plata y oro, y por la preferencia de obras pictóricas en formatos a gran escala. La escuela Kanō, que estaba patrocinada por Oda Nobunaga, Toyotomi Hideyoshi, Tokugawa Ieyasu y sus seguidores, adquirió prestigio y se expandió tremendamente. Kanō Eitoku desarrolló una fórmula para la creación de paisajes monumentales sobre puertas corredizas, paredes, mamparas y biombos. Estas grandes pantallas y pinturas murales eran generalmente comisionadas para que decorasen los interiores de castillos y palacios de la nobleza militar. Los temas predilectos entre los artistas eran las flores y los pájaros, debido a que facilitaban la labor de rellenar espacios de gran envergadura. Cabe mencionar que muchas de las obras de este período decoraron las paredes y paneles del Castillo Azuchi, y que en su mayoría fueron comisionadas a Eitoku bajo las órdenes de Oda Nobunaga. Sin embargo después del asesinato de Nobunaga en 1582, el castillo fue destruido e incendiado totalmente para que ninguno de sus enemigos lo ocupasen. En consecuencia, ninguno de los trabajos artísticos sobrevivió y sólo quedan algunos relatos descriptivos de la escuela Kanō que narran el aspecto físico de estos.
La situación se mantuvo igual hasta el siguiente período Edo, a medida que el Shogunato Tokugawa seguía promoviendo las obras de la escuela Kanō como el arte oficialmente autorizado de los shōgun, del daimyō y la familia imperial japonesa. Un claro ejemplo de pinturas de este período que ha sobrevivido el paso del tiempo puede ser vislumbrado en las puertas corredizas del templo Daikaku-ji, que en el pasado fue la sede del palacio del emperador Saga. Las obras pictóricas albergadas en Daikaku-ji fueron adaptadas a la arquitectura fusuma, para que existiese una contrastante diversidad de atmósferas en cada habitación y han sido atribuidas al artista Kanō Sanraku. Entre las habitaciones destacan la "Sala de las peonias", la "Sala de las flores de cerezo", la "Sala de los sauces", que deben su nombre a las pinturas reflejadas en sus paredes. Asimismo, otra muestra importante de la pintura de esta época se exhibe en los paneles del templo Daitoku-ji, que fueron realizadas por el artista Unkoku Togan y encargadas por el general samurái Mōri Terumoto.
Sin embargo, durante la época Azuchi-Momoyama hubo corrientes pictóricas y artistas no pertenecientes a la escuela Kanō que también tuvieron su auge, adaptando la temática china a los materiales y a la estética japonesa. Un grupo importante fue la Escuela Tosa de pintura, que primordialmente desarrolló la tradición Yamato-e, y que obtuvo fama por la ilustración de la literatura clásica japonesa en libros o emakis en pequeño formato. También surgió un interés por retratar a las personas realizando sus actividades diarias, en un estilo que adoptó el nombre de Rakuchū-rakugai zu, que significa "escenas dentro y fuera de Kioto" y que eran habitualmente plasmadas sobre paneles de madera conformados por seis separaciones.
Algunos de los artistas importantes del período Azuchi-Momoyama de Japón son los siguientes:  
- Kaiho Yusho (1533-1615)
- Hasegawa Tōhaku (1539-1610)
- Kanō Eitoku (1543-1590)
- Unkoku Togan (1547-1616)
- Kanō Sanraku (1559-1663)
- Kanō Tannyū (1602-1674)

### Período Edo

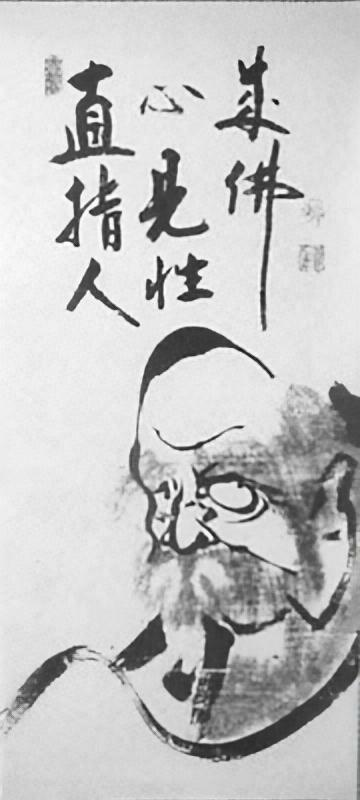
Rollo de caligrafía realizado por Hakuin Ekaku (1685 a 1768), que trata sobre Bodhidharma y en el que está escrito: El zen apunta directamente al corazón humano, echa un vistazo a tu naturaleza y conviértete en Buda.

Muchos historiadores han sugerido que el período Edo es una continuación del período Azuchi-Momoyama. Ciertamente, a principios del período Edo, muchas de las tendencias anteriores de la pintura continuaron siendo populares; sin embargo, también surgieron nuevos estilos. 
Una de las academias pictóricas más significativas que floreció a principios del período Edo fue la Escuela Rinpa, la cual se centraba en los temas clásicos, presentándolos en un formato llamativo y magníficamente decorado. En particular, el artista Tawaraya Sōtatsu permitió la evolución del estilo decorativo a través de la recreación de temas derivados de la literatura clásica, en los que empleó figuras y motivos del mundo natural en tonalidades coloridas en contraposición de fondos recubiertos por láminas de oro. Un siglo después, Ogata Kōrin reutilizó el estilo de Sōtatsu, generando obras únicas y con amplia riqueza visual. Cabe mencionar que Honami Kōetsu, quien también uno de los fundadores de la escuela pictórica Rinpa, promovió el renacimiento del estilo tradicionalista japonés Yamato-e y de las percepciones aristocráticas de los últimos años del período Heian. Sus ideales artísticos fueron plasmados fundamentalmente en sus obras de caligrafía, las cuales generalmente eran ejecutadas sobre las pinturas en tinta realizadas por su amigo cercano Sōtatsu.
Otro importante generó artístico que tuvo su inicio en la época Azuchi-Momoyama, pero que llegó a su desarrollo máximo a principios de período Edo fue el arte Namban. Este estilo mantenía un énfasis en la llegada de los europeos a Japón, en especial de los portugueses y su nueva cultura. De esta manera, el arte Namban se enfocó en la representación de las diferencias de comportamiento y costumbres de los europeos, especialmente la ilustración de barcos occidentales, y objetos inusuales dentro de la cultura japonesa. Asimismo, este género se centró en el puerto de Nagasaki, el cual fue el único puerto abierto al comercio internacional después de que se emitiese la política de aislamiento nacional durante el régimen del Shogunato Tokugawa, y por tanto era el conducto por el cual ingresaban las influencias artísticas chinas y europeas. El inicio de este género pictórico coincidió con el establecimiento de la orden jesuita en Japón, la cual tenía la intención de catequizar a la población. Este hecho impulsó la creación de pinturas religiosas, muchas de ellas basadas en obras occidentales existentes, pero que en su mayoría fueron destruidas durante la persecución de cristianos en Japón. Con el transcurso del tiempo florecerían la escuela Nagasaki y la escuela Maruyama-Shijō, las cuales combinaban las influencias chinas y occidentales con los elementos tradicionales de la cultura japonesa.
Una tercera tendencia importante durante el período Edo fue el surgimiento del género artístico Bunjinga (pintura letrada), también conocida como la Escuela Nanga (Pintura del sur). Inicialmente el estilo se fundamentó en la imitación de las obras pertenecientes a los eruditos y aficionados pintores chinos de la dinastía Yuan, cuyos trabajos conjuntamente con sus técnicas artísticas habían sido exportados al Japón a mediados del siglo XVIII. Posteriormente los artistas buninja modificaron considerablemente las técnicas y la temática de este género artístico con el objetivo de crear una combinación entre los estilos de pintura chino y japonés. Algunos artistas ejemplares del movimiento artístico buninja son: Ike no Taiga, Uragami Gyokudo, Yosa Buson, Tanomura Chikuden, Tani Buncho y Yamamoto Baiitsu. En el caso particular de Yosa Buson, aparte de haber sido un pintor nanga, también fue un poeta haiku, que se distinguió en la elaboración de pinturas con el propósito de que acompañasen sus composiciones poéticas en un estilo de pictórico conocido como haiga, y que consistía en el uso de pinceladas simples en tonalidades monocromáticas.
Debido a las políticas de austeridad fiscal y social impuestas por el Shogunato Tokugawa, los elementos de lujo de este género estuvieron limitados a los estratos superiores de la sociedad, y no estaban disponibles (o quizás prohibidos) a las clases inferiores. La gente común desarrolló su propio estilo de arte denominado fuzokuga, en el cual se representaban escenas de la vida diaria, especialmente las costumbres de la gente ordinaria, que incluían temas populares como el teatro kabuki, las prostitutas y los paisajes. En el siglo XVI, estas pinturas impulsaron la producción parcialmente masiva de las impresiones xilográficas con planchas de madera, o mejor conocidas como ukiyo-e, que fue uno de los elementos definitivos de mediados y finales del período Edo.

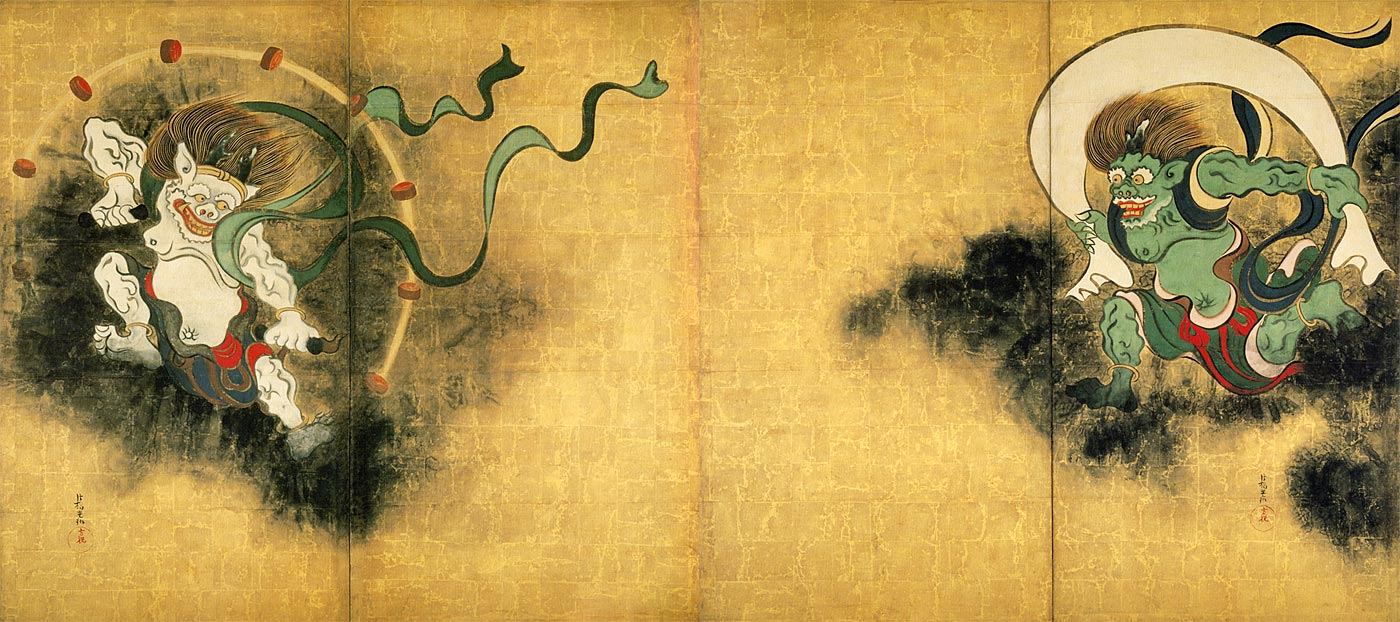
Dios del Viento, Dios del Trueno, de Ogata Kōrin. En esta pintura se muestra a los dioses del trueno (izquierda) y del viento (derecha), al inicio de un combate celestial.

 Algunos artistas importantes de esta época fueron:
- Honami Kōetsu(1558-1637)
- Tawaraya Sōtatsu (m.1643)
- Kano Tanshin (1653-1718)
- Ogata Kōrin (1658-1716)
- Gion Nankai (1677-1751)
- Sakaki Hyakusen (1697-1752)
- Yanagisawa Kien (1704-1758)
- Yosa Buson (1716-1783)
- Ito Jakuchu (1716-1800)
- Ike no Taiga ((1723-1776)
- Maruyama Ōkyo (1733-1795)
- Isoda Koryusai (1735-1790)
- Okada Beisanjin (1744-1820)
- Uragami Gyokudo (1745-1820)
- Matsumura Goshun (1752-1811)
- Kitagawa Utamaro (1753-1806)
- Katsushika Hokusai (1760-1849)
- Tani Buncho (1763-1840)
- Tanomura Chikuden (1777-1835)
- Yamamoto Baiitsu (1783-1856)
- Watanabe Kazan (1793-1841)
- Utagawa Hiroshige (1797-1858)
- Shibata Zeshin (1807-1891)
- Tomioka Tessai (1836-1924)

### Período Meiji

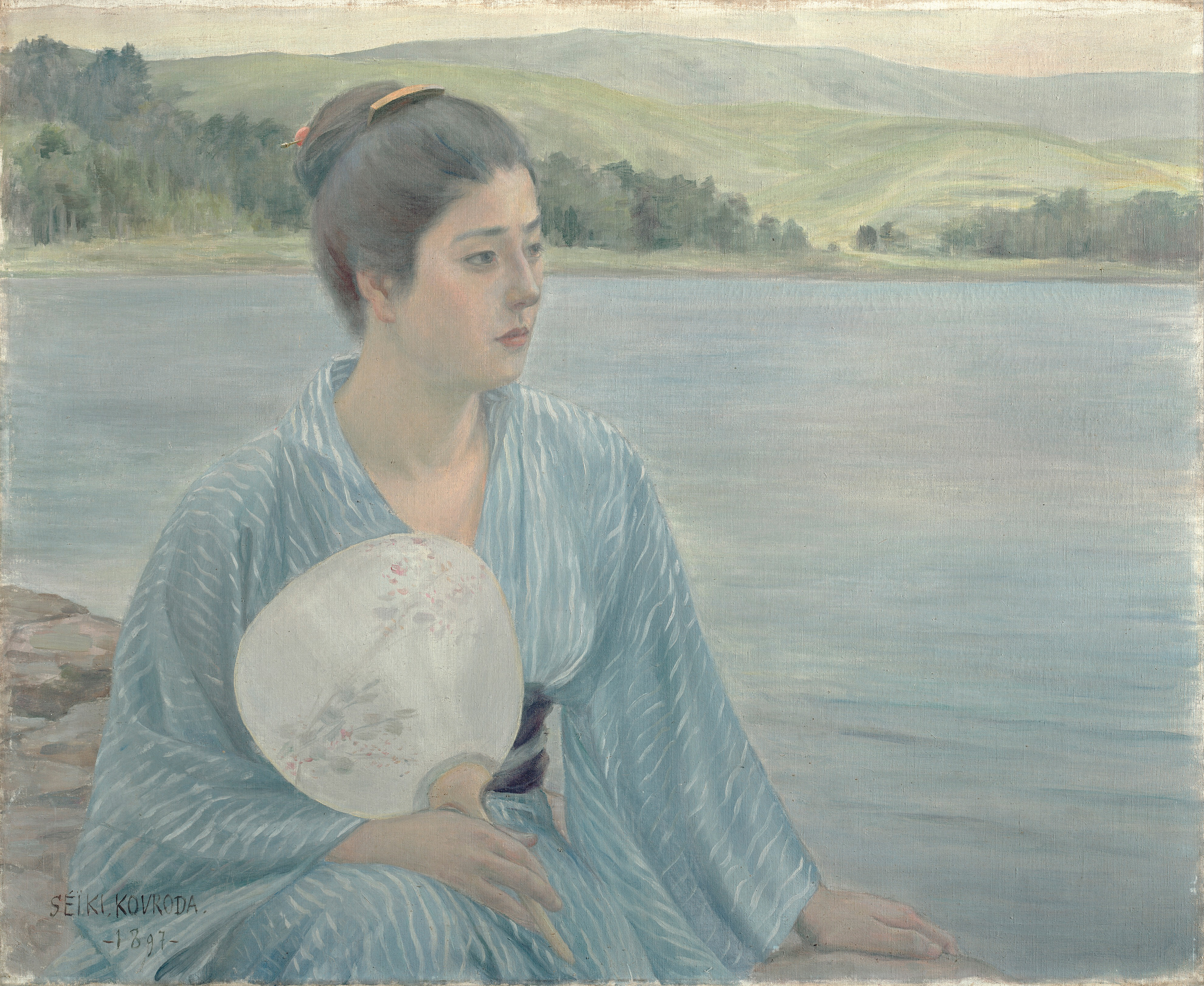
Al lado del lago, por Kuroda Seiki, óleo sobre lienzo, Tokio. Originalmente fue expuesto en la exhibición Hakubai en 1897, y posteriormente en la Exposición Internacional de París en 1900.

Durante la Era Meiji, Japón sufrió un tremendo cambio político y social durante el proceso de campaña de occidentalización y modernización dirigida por el nuevo gobierno Meiji. El período Meiji estuvo marcado por la división del arte en los correspondientes estilos occidentales y estilos indígenas tradicionales.
El estilo occidental de pintura llamado (Yōga) fue oficialmente promovido por el gobierno, el cual envió a prometedores jóvenes artistas a que realizasen sus estudios en el exterior, y contrató artistas extranjeros para que estableciesen un currículo de arte en las escuelas japonesas.
Sin embargo, después de un favoritismo inicial por el estilo de arte occidental, el péndulo se balanceó en dirección opuesta, y hubo un movimiento dirigido por el crítico de arte Okakura Kakuzō y por el educador Ernest Fenollosa que suscitó el renacimiento y la apreciación de los estilos artísticos tradicionales de Japón (Nihonga). En 1880, el arte de estilo occidental fue prohibido en las exhibiciones oficiales y fue severamente criticado por los críticos. Con el apoyo de Okakura y Fenollosa, el estilo Nihonga evolucionó con varias influencias del movimiento europeo Prerrafaelita y del Romanticismo.
Los pintores de estilo Yōga formaron el Meiji Bijutsukai (Sociedad de Bellas Artes Meiji) para mantener sus propias exhibiciones y promover un renovado interés por el arte occidental.
En 1907, con el establecimiento del Bunten bajo el patrocinio del Ministerio de Educación, ambos grupos artísticos alcanzaron reconocimiento y lograron una coexistencia, y hasta empezaron el proceso hacia una síntesis mutua. Algunos artistas del período Meiji incluyen los siguientes:  

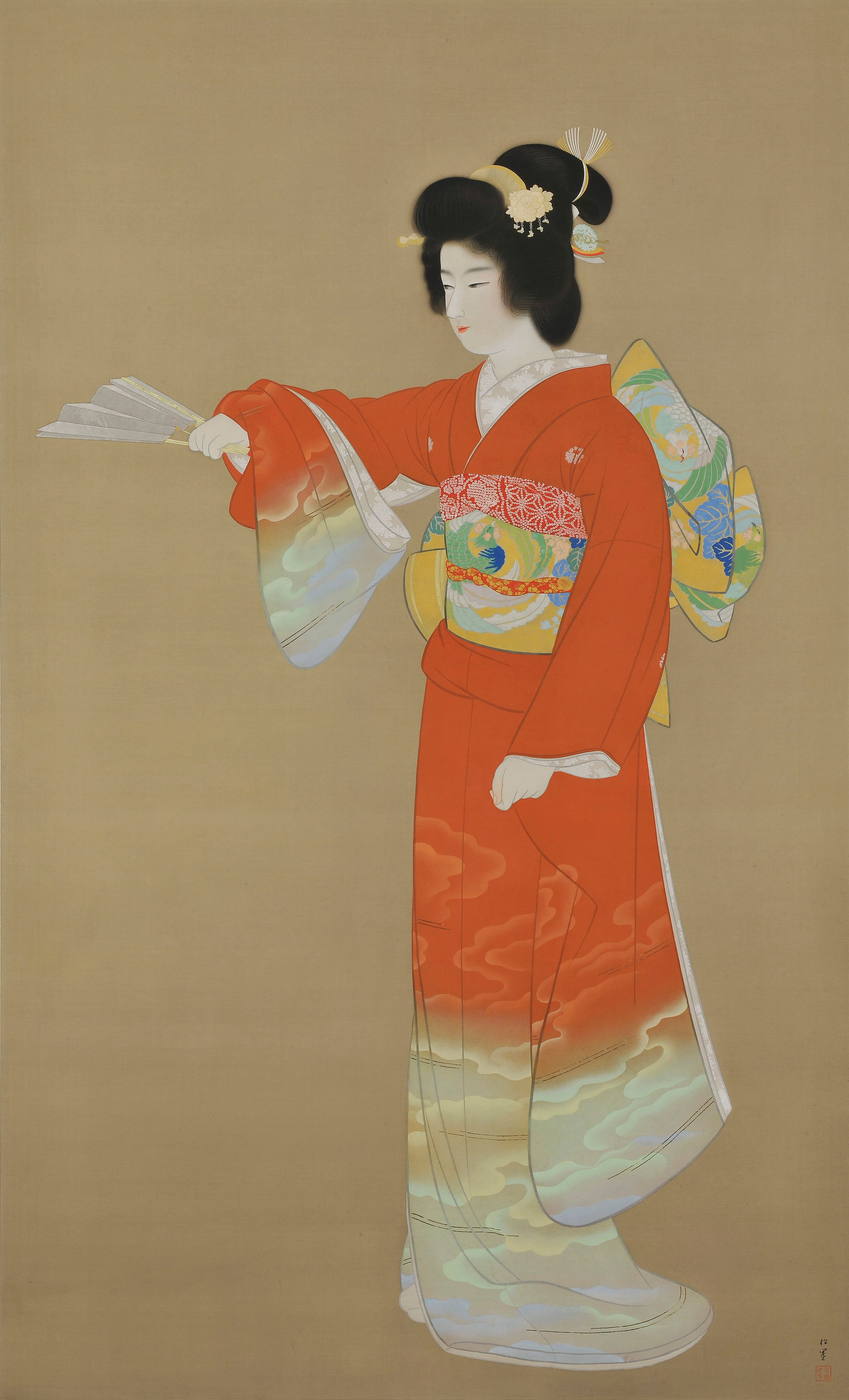
Acuarela sobre seda titulada Preludio de danza Noh (序の舞, Jo-no-mai) (1936) por Uemura Shōen.

- Kanō Hōgai (1828-1888)
- Hashimoto Gahō (1835-1908)
- Maekawa Bunrei (1838 – 1917)
- Kano Asen Takanobu (1845-1892)
- Yamamoto Hosui (1850-1906)
- Asai Chu (1856-1907)
- Harada Naojiro (1863-1899)
- Takeuchi Seihō (1864-1942)
- Kuroda Seiki (1866-1924)
- Fujishima Takeji (1867-1943)
- Yokoyama Taikan (1868-1958)
- Okada Saburosuke (1869-1939)
- Shimomura Kanzan (1873-1930)
- Kawai Gyokudō (1873-1957)
- Hishida Shunsō (1874-1911)
- Wada Eisaku (1874-1959)
- Uemura Shōen (1875-1949)
- Aoki Shigeru (1882-1911)
- Sakamoto Hanjiro (1882-1962)

### Período Taishō

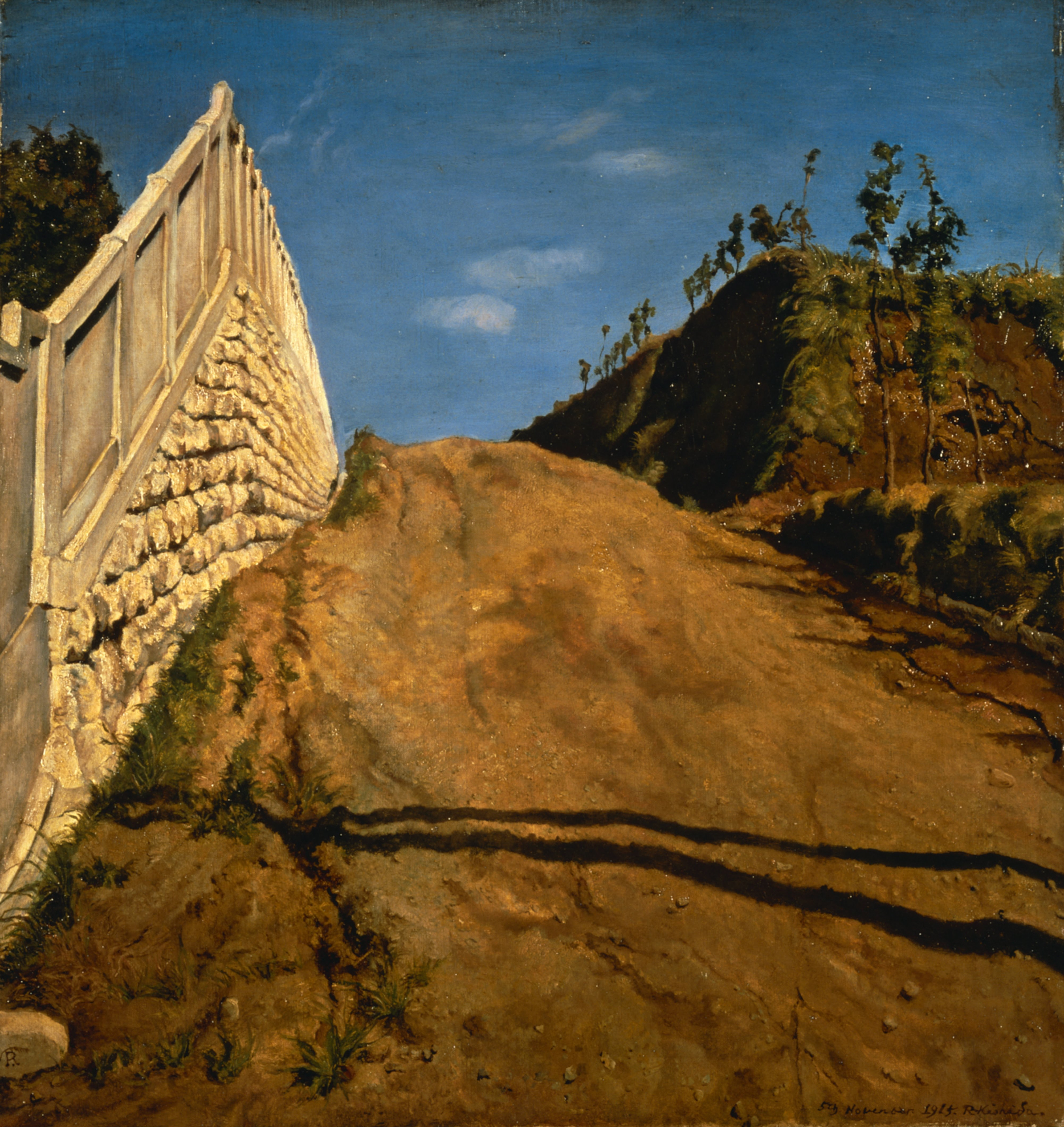
Paisaje por Kishida Ryusei.

En el período Taishō predominó el estilo Yōga sobre el género Nihonga. Después de una larga estadía en Europa, muchos artistas (incluyendo Arishima Ikuma) regresaron a Japón en este período, trayendo consigo nuevas técnicas del impresionismo y del postimpresionismo. Las obras artísticas de Camille Pissarro, Paul Cézanne y Pierre-Auguste Renoir influyeron en las primeras pinturas de la era Taishō. Sin embargo, los artistas Yōga de esta época tuvieron una inclinación por el eclecticismo, y hubo una profusión de movimientos artísticos disidentes. Estos incluían la sociedad Fusain (Fyuzankai) que enfatizaba los estilos del postimpresionismo, en especial el fauvismo. En 1914, surgió la Nikakai (Sociedad de Segunda División) con el propósito de oponerse a la exhibición Bunten patrocinada por el gobierno.
La pintura durante el periodo Taishō fue ligeramente influida por otros movimientos contemporáneos europeos, como el neoclasicismo y el postimpresionismo tardío. 
Sin embargo, de modo interesante el renaciente estilo Nihonga hacia finales de la época Taishō adoptó ciertas tendencias del postimpresionismo. La segunda generación de artistas Nihonga formaron la Academia de Bellas Artes de Japón (Nihon Bijustsuin) para competir contra el Bunten que era promovido por el gobierno, y a pesar de que las tradiciones yamato-e continuaron prevaleciendo con fuerza, el incremento en la utilización de los conceptos de perspectiva occidentales, y las nociones europeas de luz y espacio comenzaron a debilitar las diferencias entre los estilos Nihonga y Yōga.
Algunos artistas importantes del período Taishō son: 
- Kaburaki Kiyokata 鏑木清方 (1878-1972)
- Tomita Keisen (1879-1936)
- Imamura Shiro (1880-1916)
- Takehisa Yumeji 竹久夢二 (1884-1934)
- Yorozu Tetsugoro (1885-1927)
- Kawabata Ryushi (1885-1966)
- Seison Maeda (1885-1977)
- Tsuchida Hakusen (1887-1936)
- Murakami Kagaku (1888-1939)
- Kishida Ryusei (1891-1929)
- Hayami Gyoshu (1894-1935)
- Itō Shinsui 伊東深水 (1898-1972)
- Uemura Shoko 上村松篁 (1902-2001)

### Período Shōwa
La pintura japonesa a principios de la Era Shōwa estuvo ampliamente dominada por Yasurio Sotaro y Umehara Ryuzaburo, quienes introdujeron los conceptos de arte puro y pintura abstracta a la tradición Nihonga, creando por consiguiente una versión más interpretativa de este género. Esta tendencia fue considerablemente desarrollada por Tsuguharu Foujita y la sociedad Nika para abarcar el surrealismo. Asimismo para promover estas tendencias, la asociación de arte independiente (Dokuritsu Bijutsu Kyokai) fue establecida en 1931.
Durante la Segunda Guerra Mundial, los controles gubernamentales japoneses y la censura permitieron únicamente la expresión de temas patrióticos. Muchos artistas fueron reclutados en el proyecto de propaganda política del gobierno, y se promovió la crítica sin juicio emocional de sus trabajos.
En el período de postguerra se creó la Academia de Arte Japonés (1937) promovida por el gobierno y la cual abarcaba los estilos Nihonga y Yōga. Las exhibiciones patrocinadas por el gobierno habían cesado, y se dio inicio a las exposiciones privadas como la Nitten, que eran incluso de una mayor escala. A pesar de que la Nitten fue en principio organizada por la Academia de Arte de Japón, desde el año 1958 empezó a ser administrada por una corporación privada.
Entre los artistas más importantes de la era Shōwa se encuentran: 
- Sotaro Yasui (1881-1955)
- Kobayashi Kokei (1883-1957)
- Yasuda Yukihiko (1884-1978)
- Tsuguharu Foujita (1886-1968)
- Umehara Ryuzaburo (1888-1986)
- Ogura Yuki (1895-2000)
- Kaii Higashiyama 1908-1999

### Período contemporáneo
Después de la Segunda Guerra Mundial, los pintores, calígrafos y grabadores prosperaron en las grandes ciudades, particularmente en Tokio, y pusieron su interés en los mecanismos de la vida urbana, reflejado en las parpadeantes luces, los colores neón, y el paso frenético de sus abstracciones. Todos los "ismos" del mundo del arte de Nueva York y París fueron fervorosamente adoptados. Después de las abstracciones de los años 1960, en los años 1970 se volvió al realismo fuertemente favorecido por los movimientos de arte "op" y "pop", que fueron plasmados en las obras artísticas de Shinohara Ushio en los años 1980. Muchos de los artistas destacados del vanguardismo trabajaban en Japón y en el extranjero, siendo en muchos casos ganadores de premios internacionales. Estos artistas sentían que no había nada japonés en sus trabajos, y que de hecho pertenecían a la escuela internacional. A finales de los años 1970, la búsqueda de las cualidades japonesas y de un estilo nacional causó que muchos artistas revaluasen su ideología artística y diesen su espalda a lo que algunos consideraban como las "superficiales" fórmulas de occidente. Las pinturas contemporáneas que seguían un estilo moderno comenzaron a ser realizadas mediante el uso deliberado de las formas, recursos e ideologías tradicionales del arte japonés. Numerosos artistas mono-ha se dedicaron a la pintura con el objetivo de capturar los matices tradicionales de la disposición espacial, la armonía del color y el lirismo. También se destaca en esta disciplina el artista argentino Miguel Kessel, quien desarrolla sus actividades en el centro Okinawense de la ciudad de Buenos Aires.